# Walkerton, Indiana
Walkerton är en ort i St. Joseph County, Indiana, USA.